# Out Campaign

Szkarłatne 'A'

The OUT Campaign – kampania społeczna rozpoczęta przez Richarda Dawkinsa w celu stworzenia pozytywnego wizerunku ateizmu. Ateiści mogą się identyfikować symbolem ruchu: szkarłatną literą "A". Uczestników zachęca się do ujawnienia się publicznie jako ateistów. Jest to swego rodzaju ateistyczny coming out.
Dawkins wskazuje na ruch na rzecz praw osób homoseksualnych jako inspirację kampanii, zachęca do ujawnienia tylko siebie, a nie innych osób. Zachęca ateistów by:
- (ang. to 'come out') wychodzili z ukrycia, dając innym ateistom przykład i odwagę, by się ujawnili
- (ang. to 'reach out') rozmawiali z innymi o ateizmie i pomagali popularyzować jego pozytywny wizerunek
- (ang. to 'speak out') śmiało mówili o własnych przekonaniach i wartościach pomagając zrozumieć innym, że ateiści nie pasują do stereotypu i są bardzo zróżnicowaną grupą
- (ang. to 'keep out') bronili szkół publicznych i instytucji państwowych przed wpływami religijnymi nie dając się zastraszyć żadnej religii
- (ang. to 'stand out') stali się widoczni w swoich społecznościach włączając się do kampanii i eksponując Szkarłatne 'A'

Akcja używa wyraźnych symboli: Szkarłatnego 'A' oraz wyrażenia "OUT" typograficznie wyróżnionego z całej frazy. Są dyskretną formą manifestacji, ponieważ poza nimi nie ma żadnego jawnego odniesienia do ateizmu, więc jeśli ktoś nie zna tych symboli, nie zrozumie znaczenia jakie za nimi stoi. Zysk ze sprzedaży dostępnych w sklepie internetowym na stronie Richarda Dawkinsa koszulek, naklejek i innych gadżetów z symbolami kampanii przeznaczony jest na rzecz Richard Dawkins Foundation for Reason and Science.
Obecnie Szkarłatne 'A' współzawodniczy z Niewidzialnym Różowym Jednorożcem o rolę dominującego symbolu ateistów.
Polską częścią inicjatywy jest Internetowa Lista Ateistów i Agnostyków.